# Heimaklettur
La Heimaklettur, toponyme islandais signifiant littéralement en français « la falaise de la maison », est le point culminant de l'île de Heimaey et des îles Vestmann en Islande avec 283 mètres d'altitude.

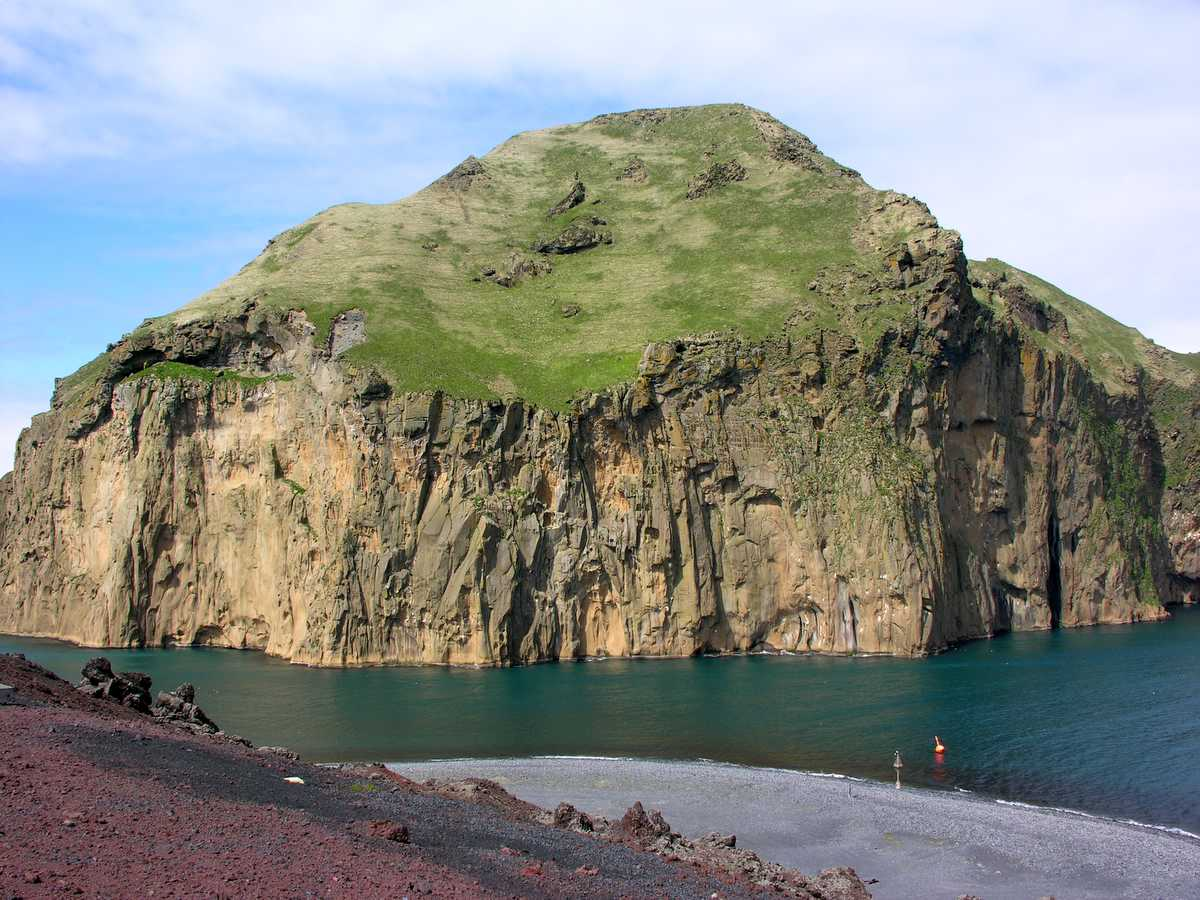
Vue de la Heimaklettur depuis la coulée de lave de l'Eldfell de l'autre côté de la Víkin, le port naturel de Heimaey.